# Тепан Микола Володимирович
Мико́ла Володи́мирович Тепан — генерал-майор, Державна прикордонна служба України.

## З життєпису
Станом на жовтень 2008 року — начальник авіації Держприкордонслужби. Військовий льотчик 1-го класу; нальот здійснював на літаках Ан-24, Ан-26, Ан-72, Як-18, Л-39, вертольотах Мі-2, Мі-8 (Т, МТ).
Станом на жовтень 2016-го — начальник авіаційного управління-начальник авіації, Департамент охорони державного кордону, Адміністрація Державної прикордонної служби України.

## Нагороди
- За особисту мужність, сумлінне та бездоганне служіння Українському народові, зразкове виконання військового обов'язку відзначений — нагороджений орденом Данила Галицького (13.11.2015).
- Заслужений працівник транспорту України[1]